# Guldager
Guldager er en lille satellitby nord for Esbjerg med 973 indbyggere  (2024), beliggende i Guldager Sogn. Byen ligger i Esbjerg Kommune og tilhører Region Syddanmark.
I byen findes Guldager Kirke.
Ved Den vestjyske længdebane 2 kilometer øst for Guldager findes Guldager Stationsby.